# Wolsier

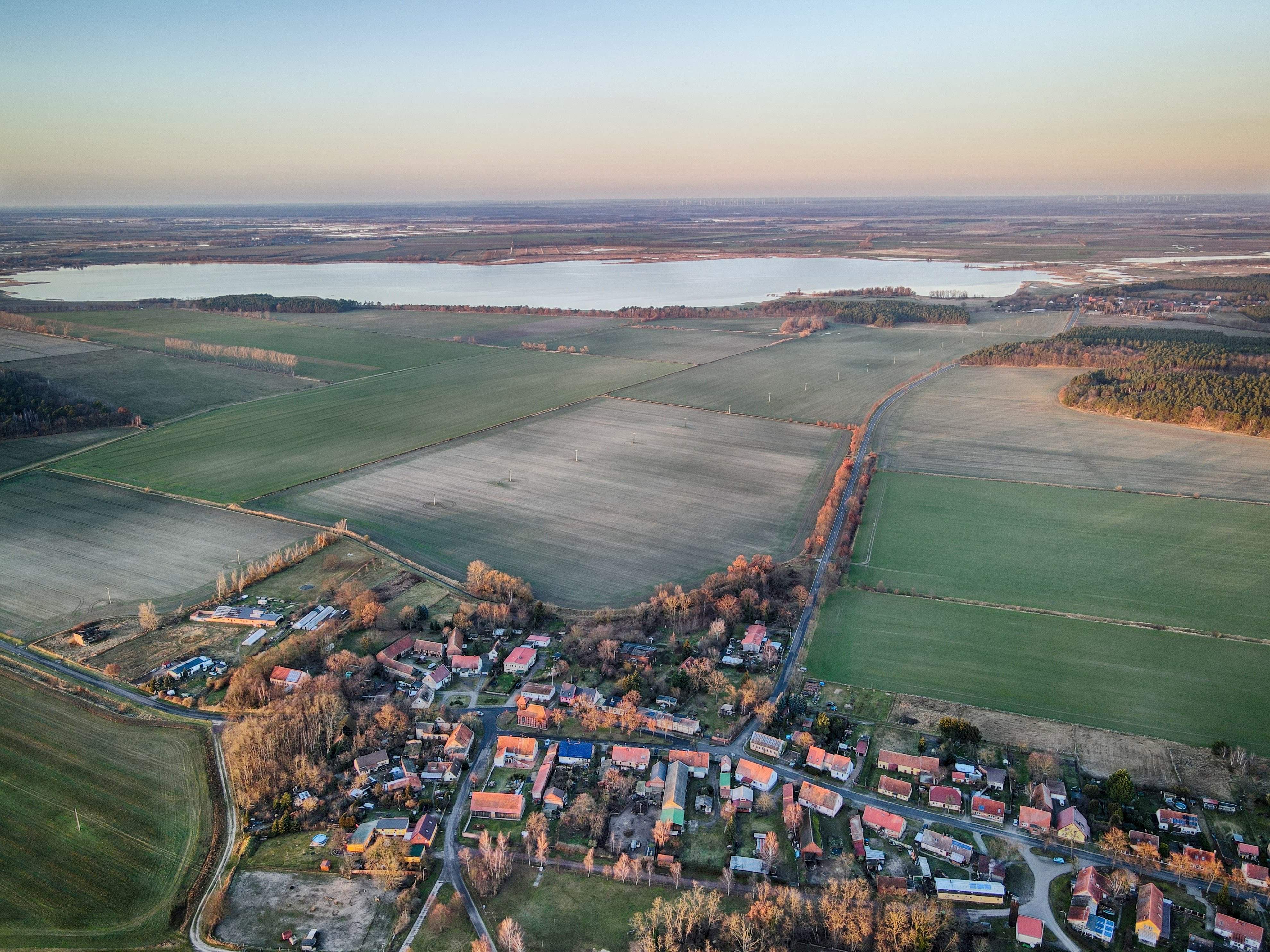
Luftbild von Wolsier

Wolsier ist ein Ortsteil der Gemeinde Havelaue im Landkreis Havelland in Brandenburg. Bis zum 31. Dezember 2001 war Wolsier eine eigenständige Gemeinde.

## Lage
Das Angerdorf liegt an der Kreisstraße 31. Der etwa 660 ha große Gülper See liegt unweit nördlich. Östlich verläuft die B 102.

## Geschichte
Im Jahre 1437 fand Wolsier seine erste Erwähnung, im Zusammenhang mit dem Verkauf des Dorfes an das Havelberger Domkapitel durch die Familie von Wuthenow.
Bis zum Jahre 1510 zog der Domstift Lehen (Einkünfte) aus dem Dorf, bis der Stift es an die Brüder Kone und Achim von der Hagen weiterverkaufte. Der Domstift behielt sich aber die Lehnshoheit und das Vorkaufsrecht für Wolsier vor, falls das Geschlecht der von Hagen niedergehen würde. Die von der Hagen traten in eine dreißigjährige Auseinandersetzung mit dem Domstift über seine Lehnshoheit. Im Jahre 1587 forderte der Stift 200 Taler von der Familie wegen Verletzung der Lehnspflicht und drohte mit Entzug von Wolsier.
Die Havelberger Domherren behielten bis ins 18. Jahrhundert die Einkunftsrechte (Lehnsrecht) aus dem Dorf und die Familie von Hagen besaßen das Dorf und das ganze Ländchen Rhinow. Als Gutsbesitzer hatten sie ihren Stammsitz in Hohennauen und Rhinow und gründeten hauptsächlich im 16. Jahrhundert Rittersitze, z. B. in Stölln. Auch in Wolsier entstand ein Rittersitz, der aber in die Verschuldung geriet. Im Jahre 1630 musste der damalige Besitzer Joachim von der Hagen Schulden aufnehmen und das Gut mehrfach verpfänden. Im Jahre 1645 ging das Rittergut in Konkurs und Christian von Hagen (1591–1665) auf Rhinow und Stölln, kaufte es von Joachims Gläubigern. Dieser wiederum teilte die drei Güter 1661 unter seinen drei Söhne auf, mit der Gegenleistung eines Wohnsitzes in Stölln, einer Rente, Brennholz, Verpflegung und einer Kutsche zu freien Verfügung. Sein Sohn Arndt Christoph (gestorben 1694) erhielt Wolsier. Das Dorf bestand zu dieser Zeit aus drei freien Hufen und einige Wirtschaftsgebäuden in einem Gesamtwert von 700 Talern, dazu kamen Einkünfte aus umliegenden Dörfern, das Schäfereirecht für 200 Schafe, Holzungen und Wiesen. Gegen die immer wieder auftretenden Schuldenlasten kämpften die Hagens mit allen Mitteln, um nicht erneut in Konkurs zu gehen und griffen zum Beispiel zur sogenannten Fräuleinsteuer. Diese Steuer musste von allen Untergebenen entrichtet werden, wenn eine Tochter des Gutsbesitzers heiratete. Gegen diese Steuer kam es nach 1700 immer wieder zu Protesten der Wolsierer und der Untertanen im Ländchen Rhinow. Im Jahre 1720 forderte man eine Anhörung bei den damaligen Besitzern, den Brüdern Albrecht Ludwig und Otto Christoph von Hagen. Der Ausgang dieser Anhörung ist nicht überliefert.
Im Jahre 1722 brannte Wolsier fast vollständig nieder, nur das außerhalb liegende Rittergut blieb erhalten. Das alte Wolsier wurde aufgegeben und nahe am Rittergut entstanden neue Bauernhöfe. Auf dem Dorfanger feierte die Dorfbewohner am 1. September 1752 das Richtfest für die neue Dorfkirche. Die Übergabe an die Gemeinde erfolgte am 22. September 1754 mit einem Einweihungsgottesdienst.
Im Jahre 1810 erweiterten die von Hagen das Dorf um ein Bauerngehöft im Tausch mit einem ihrer Adelsgüter im benachbarten Spaatz. Einer der letzten Gutsbesitzer in Wolsier war Hans Ernst Wilhelm von der Hagen (1803–1860), dieser hatte viele Eichen in der Region zum Verkauf fällen lassen, ohne an eine Wiederaufforstung zu denken. Er bestellte seine Ländereien mit Ochsen und bekam so seine Spitznamen Ochsenhagen. Das Rittergut wechselte nach seinem Tod innerhalb der Familie mehrmals den Besitzer, bis es im ausgehenden 19. Jahrhundert an die von Hagen zu Stölln ging. Zwei Großfeuer verwüstete zu dieser Zeit abermals das Dorf, im Jahre 1874 und im Jahre 1882 blieb nur das Herrenhaus verschont. Die von Hagen ließen jetzt die neuen Wirtschaftsgebäude aus Backsteinen erbauen und schränkten die Bewirtschaftung des Adelsgutes, was so an Bedeutung verlor. Durch eine Parzellierung, zu einem Teil an Kleinbauern und zu einem Teil an einen einzelnen Pächter, wurde das Gut aufgeteilt.
Wahrscheinlich durch die Brände verursachte hohe Verschuldung des Gutes, verkaufte die Familie 1912 Wolsier an die Landgesellschaft Eigene Scholle aus Frankfurt an der Oder. Die Gesellschaft verpachtete das Gut weiter. In diesem Zusammenhang kam es in den Jahren 1931 bis 1932 zwischen den Pächtern und der Kirchengemeinde Wolsier zu Auseinandersetzungen, weil die sogenannte Guts- und Patronatsgesellschaft sich nicht an der Restaurierung der Dorfkirche beteiligen wollte. Nach Vermittlung des Kirchenkonsistorium wurde ein Kompromiss gefunden.
Das Herrenhaus im Ort, was viele Jahre bis 1945 Wohnsitz der von Hagens und der folgenden Gutspächter war, wurde 1970 teilweise abgerissen und nur der östliche Teil des Fachwerkhauses blieb in schlechtem Zustand erhalten und wurde privat saniert. An den Gutshof der von Hagens erinnert in Wolsier nur eine Holzscheune und die alte Einfahrt zum Ochsenstall.

## Sehenswürdigkeiten
In der Liste der Baudenkmale in Havelaue sind für Wolsier zwei Baudenkmale aufgeführt:
- Die evangelische Dorfkirche Wolsier, ein Fachwerkbau mit Ziegelausfachung, wurde im Jahr 1752 auf dem Dorfanger errichtet. Das Westportal kam 1888 hinzu. Die Orgel stammt aus dem Jahr 1866, die Taufe stammt aus der Zeit Ende des 17. Jahrhunderts.
- Auf dem Friedhof befindet sich eine Grabstätte für zwei Zwangsarbeiter.

## Söhne und Töchter
- Hans Tappenbeck (1861–1889), Offizier und Afrikaforscher